# Reuss (Casa i Estat)
Reuss (Reuß, en alemany) nom que reben alguns dels antics estats alemanys que avui cal situar dins la regió de Turíngia.
Des de finals del segle xii els regents de la Casa de Reuss posen el nom d'Enric (Heinrich) als seus fills barons en agraïment als honors concedits a aquesta família per Enric VI, emperador del Sacre Imperi. Els membres d'aquesta família tenen, encara avui, el títol de Príncep/Princesa Reuss.

## Història dels diferents Estats
Amb la creació de Confederació Alemanya molts dels estats pertanyents a la casa de Reuss passen formar part de dues línies dinàstiques diferenciades (la Línia Major i la Línia Menor). Amb anterioritat aquests estats havien pertangut al Sacre Imperi Romà i posteriorment a la Confederació del Rin.

## Orígens
El territori conegut com el Principat de Reuss, així com les terres circumdants, estaven ocupades, amb una baixa densitat de població, per eslaus que van ser convertits al cristianisme mitjançant la intervenció de l'emperador Otto I del Sacre Imperi. En l'aspecte religiós la regió va ser posada sota la jurisdicció de la Diòcesi de Zeitz (fundada el 968), que va esdevenir sufragània de la diòcesi de Magdeburg. A causa de les freqüents incursions eslaves, la residència del Bisbe de Zeitz va ser traslladada a Naumburg el 1028 esdevenint Seu de Naumburg-Zeitz.

Sotmesa la província a l'autoritat alemanya tota la zona va passar a formar part del marcgraviat de Zeitz. Al voltant de l'any 1000 l'emperador Otto III del Sacre Imperi Romà va permetre al marcgraviat recollir els delmes de Turíngia que seran administrats per Vogts imperials o agents judicials. Arran d'aquest fet el territori serà conegut amb el nom de Vogtland (advocatorum Terra), denominació que ha perdurat fins a l'actualitat i que sovint s'utilitza per a referir-se a les terres de la Casa de Reuss, especialment a la part més propera a la frontera amb Saxònia. La condició de Vogt aviat va passar a ser hereditària. Els prínceps de Reuss són descendents dels Vogts de Weida.

## Casa de Reuss
Proves documentals demostren que Erkenbert I va ser l'avantpassat dels Reuss. Els successors d'aquest van aconseguir dominar gairebé la totalitat de feus del Vogtland, mitjançant capitulacions o enllaços matrimonials. Malgrat això durant els segles XIV i XV van perdre la major part d'aquestes possessions, la majoria de les quals van caure sota l'electorat de Saxònia. El 1244, Enric IV ingressa en un monestir i els seus fills decideixen dividir-se en tres línies: la Weida (extinta el 1535), la Gera (extinta el 1550), i la Plauen.
La línia Plauen encara patirà una nova divisió l'any 1306 comportant la creació de la Línia Major (d'Enric de Bohèmia) i la Línia Menor (d'Enric de Rússia), també anomenada dels Plauen de Greiz. Amb la desaparició de la primera línia la segona va aconseguir, l'any 1590 i després d'intenses lluites, absorbir els seus territoris.
L'origen del nom Reuss és, encara avui, motiu de controvèrsia. Per una banda hi ha qui diu que el nom Reuss – que abans s'hauria escrit Ruzze o Reusse - suggereix un origen oriental. La primera vegada que apareix és durant el segle xii (1143-1163) en el castell del comte Enric I, que va lluitar exitosament contra els rutens pel domini del comtat de Plauen, a Bohèmia, rebent en conseqüència el sobrenom de "der Ruzze" com a signe de victòria.
Per una altra banda també existeix la creença que Enric I va rebre aquest sobrenom fruit del seu enllaç matrimonial amb una neta del rei Daniel de Galítsia.
Arran de les estretes relacions de la Casa Reuss amb els Estats veïns de Saxònia, el luteranisme es va estendre amb rapidesa pels seus dominis. Al segle xvi els seus governants es van unir a la Lliga d'Esmalcalda contra l'emperador Carles V d'Alemanya. Derrotats van perdre la totalitat de les seves pertinences que van aconseguir recuperar posteriorment.

## Els Enric (Heinrich)
Els membres masculins de la Casa de Reuss s'anomenen Enric. La numeració dels diferents Enric segueix un estrany reglament: el primer Enric de cada segle porta adherit al seu nom el número I (Enric I), el segon el II i així successivament fins a l'inici d'un nou segle, quan la numeració comença de nou. El reglament va ser formulat com a Dret de Família el 1688, però la tradició de la uniformitat del nom es remunta al segle xiii.

## Principals divisions
En 1564 la Casa dels comtes sobirans de Reuss es va dividir en tres línies dinàstiques, la major o primogènita, la mitjana i la menor o més jove. En 1616 es va extingir la línia mitjana i els seus territoris es van dividir entre les altres dues línies dinàstiques (la major i la menor). Com que tots els fills dels comtes tenien igual dret sobre l'herència el territori de Reuss es va anar dividint fins que en 1690 es va canviar la llei successòria i es va establir que solament el primogènit tindria dret a l'herència, la qual cosa va permetre un reagrupament progressiu dels estats dels Reuss. A mitjans del segle xviii persistien dos comtats pertanyents a la Línia Major de la casa de Reuss, el d'Untergreiz i el d'Obergreiz.
En 1768 mor el comte Enric III de Reuss-Untergreiz sense descendència. És llavors quan el comtat de Reuss-Untergreiz i el comtat de Reuss-Obergreiz són unificats sota el govern del comte Enric XI de Reuss-Obergreiz, tornant a estar units els territoris que en 1564 van correspondre a la Línia Major de la Casa de Reuss.
El comte sobirà Enric XI va ser elevat en 1778 a la categoria de príncep imperial. Va ser llavors quan el seu estat va ser rebatejat com a Principat de Reuss-Greiz o Principat de Reuss (Línia Major).
En el cas dels estats pertanyents a la línia dinàstica menor aquesta reunificació no es produeix fins a mitjans del segle xix, ja que a principis d'aquest segle encara hi ha quatre estats d'aquesta línia (Reuss-Gera, Reuss-Schleiz, Reuss-Lobenstein i Reuss-Ebersdorf), que havien estat elevats al rang de principats durant els últims anys del segle xviii i primers del XIX.

## Primera meitat delseglexix
El fill del fundador de l'estat, el príncep Enric XIII (1800-1817) va ostentar el càrrec de Generalfeldzugmeister en l'exèrcit imperial d'Àustria, fet que vincularia històricament al principat amb la monarquia austríaca, però davant la derrota dels austríacs es va veure obligat a acceptar que en 1807 Reuss (Línia Major) entrés a formar part sota el protectorat de la França napoleònica de la Confederació del Rin. El petit estat es va mantenir així fins al 1813 quan va recuperar tota la seva sobirania. En 1815 Reuss (Línia Major) es va unir a la Confederació Germànica. Enric XIII va aconseguir que el Congrés de Viena reconegués els drets de Reuss (Línia Major) sobre uns territoris que mantenia en litigi amb el veí Regne de Saxònia.
Sota el govern del príncep Enric XIX (1817-1836) el principat es va unir en 1833 a la Unió Duanera Alemanya o Zollverein.
El príncep Enric XX (1836-1859) va concedir una constitució al seu estat durant el revolucionari any 1848.
El 1802 va morir Enric XXX, el darrer comte sobirà de la Casa de Reuss-Gera (Línia Menor). Els restants estats de la Línia Menor van prendre conjuntament el control sobre el territori de Gera. El 1824 s'extingeix la línia de Reuss-Lobenstein, el territori va passar a la línia Reuss-Ebersdorf. La reunificació es va produir durant el turbulent any de 1848 quan el príncep Enric LXXII de Reuss-Ebersdorf es va veure escombrat pel moviment revolucionari i es va veure obligat a abdicar. El territori de Reuss-Ebersdorf va passar a poder del príncep Enric LXII de la línia Reuss-Schleiz, més favorable a les reformes i que així va reunificar el territori de la Línia Menor en un únic estat.
El principat sorgit el 1848 anomenat oficialment Principat de Reuss (Línia Menor) i també conegut com a Reuss-Schleiz-Gera o Reuss-Gera era membre de la Confederació Germànica i de la Unió Duanera Alemanya. El 1849 es va convertir l'acabat de crear principat en una monarquia constitucional després de l'aprovació d'una constitució molt progressista per a l'època i d'una llei electoral amb sufragi indirecte. Durant els següents anys es van fer diverses reformes de caràcter conservador (el 1852 i 1856) que van moderar notablement la constitució original.

## Guerra Austro-prussiana
En 1859 va succeir al seu pare el príncep Enric XXII (1859-1902) (Línia Major), que era menor d'edat. La regència va ser assumida fins a 1867 per la seva mare Carolina de Hesse-Homburg, una dona extremadament conservadora.
En la Guerra Austro-prussiana de 1866 Reuss (Línia Major) va prendre partit per Àustria enfront de Prússia, a causa dels vincles històrics i dinàstics que li unien a aquest país més que per altres consideracions d'ordre polític. Si el 21 de juny de 1866 Prússia li va declarar la guerra, per l'11 d'agost Reuss (Línia Major) havia estat ja ocupat per les tropes prussianes sense que el petit estat pogués oposar amb prou feines resistència. Al principi el pla de Prússia era desballestar el minúscul estat i repartir-lo amb la seva aliada Reuss (Línia Menor) mitjançant un intercanvi de territoris. Si Reuss (Línia Major) es va salvar d'aquesta destinació va ser gràcies a la mediació del gran duc de Saxònia-Weimar-Eisenach que va convèncer el rei Guillem de Prússia perquè conservés la seva independència. Com Reuss (Línia Major) era també massa petit per ser penalitzat amb una pèrdua de territoris, finalment els vencedors es van acontentar a establir una indemnització de 100.000 dòlars que van pagar a mitges la casa de Reuss i l'estat. Això sí, Reuss (Línia Major) va quedar amb una sobirania molt minvada i sotmesa a la pràctica a un protectorat de Prússia, ja que es va veure obligada a ingressar en la Confederació d'Alemanya del Nord, així com a cedir la política militar i exterior a l'estat prussià, quedant-se amb les competències de política cultural i interior.
El successor al capdavant del principat (Línia Menor), Enric LXVII (1854-1867), es va haver d'enfrontar a la crisi de la guerra austro-prussiana de 1866. En contraposició al seu veí Reuss (Línia Major), Reuss (Línia menor) va mantenir una posició neutral de partida, que finalment va derivar en una posició filo-prussiana. El 28 de juny es va integrar voluntàriament a la Confederació d'Alemanya del Nord afavorida per Prússia i el 2 de juliol va abandonar la Confederació Germànica. El 1867 va cedir part de la seva sobirania com la política exterior, militar i econòmica a favor de la Confederació d'Alemanya del Nord i de l'hegemònica Prússia.
Les dues línies Reuss s'integren el 1871 a l'Imperi Alemany, encara que mantenint, com la resta d'estats, la seva sobirania. Reuss (Línia menor) posseïa un vot en el Consell Federal (Bundesrat), on tenien com a representant al gran ducat de Saxònia-Weimar-Eisenach. La Línia Major també disposava de vot però en aquest cas el seu representant va ser el gran ducat de Mecklemburg-Schwering fins que el 1902 la seva representació va passar a mans del duc de Saxònia-Weimar-Eisenach.

## Segona Meitat delseglexix
Reuss (Línia Major) es va mantenir durant el segle xix com un estat molt conservador. Les associacions havien de rebre autorització explícita de l'estat per la seva creació i estaven prohibides les associacions polítiques de qualsevol orientació. L'estiu de 1851 el Parlament Estatal (Landtag) en comptes d'aprovar una constitució que venia retardant des de 1848 va aprovar una resolució en què assegurava que donada la reacció imperant ja no tenia sentit una constitució. Quan Reuss (Línia Major) va ser admesa a la Confederació d'Alemanya del Nord es va reactivar el debat constitucional i finalment aquesta va ser aprovada el 28 de març de 1867, convertint-Reuss (Línia major) en l'últim estat turingis a convertir-se en una monarquia constitucional.
El nou Landtag de Reuss (Línia Major) es componia de 12 representants, dels quals el príncep nomenava tres, dos eren nomenats pels cavallers i terratinents i els set restants eren elegits per sufragi indirecte en tres circumscripcions urbanes i quatre rurals. Durant la segona meitat del segle xix el príncep Enric XXII va tractar de mantenir un control absolut de l'estat, que van convertir Reuss (Línia major) en un feu del luteranisme més ortodox.
Si per alguna cosa es va caracteritzar el príncep Enric XXII va ser pel profund menyspreu que li suscitava Prússia, estat que des de la Guerra dels Ducats exercia un protectorat sobre Reuss (Línia major). Enric XXII es va posicionar obertament contra la política exterior i de rearmament de l'Imperi Alemany, i és l'únic estat que va votar el 1900 contra l'expedició a la Xina o contra l'expansió colonial. D'altra banda, el príncep també es va oposar obertament contra les polítiques socials més avançades de l'imperi, com el matrimoni civil obligatori o les lleis socials. El principat va ser un estat de contrastos, l'únic estat turingis que el 1910 no estava endeutat, però per altra banda un estat que fins a 1879 no comptava amb escoles que permetien l'accés a una educació superior.
El principat sorgit el 1848 anomenat oficialment Principat de Reuss (Línia menor) i també conegut com a Reuss-Schleiz-Gera o Reuss-Gera era membre de la Confederació Germànica i de la Unió Duanera Alemanya. El 1849 es va convertir l'acabat de crear principat en una monarquia constitucional després de l'aprovació d'una constitució molt progressista per a l'època i d'una llei electoral amb sufragi indirecte. Durant els següents anys es van fer diverses reformes de caràcter conservador (el 1852 i 1856) que moderar notablement la constitució original.

## Segle XX
El 1902 va morir el príncep Enric XXII, que va ser succeït pel seu fill Enric XXIV. Enric XXIV era malalt mental i per això va ser declarat incapaç de governar. Com que no hi havia altres possibles successors en la Línia Major, es va establir una regència al capdavant de la qual es va posar el príncep Enric XIV de Reuss (Línia Menor). El 1908 va cedir la regència de Reuss (Línia major) al seu fill Enric XXVII, príncep hereu. A partir del 1913 els dos principats de Reuss van ser governats en unió personal per Enric XXVII de Reuss (Línia menor), encara que formalment seguís sent només regent de Reuss (Línia major).
A la revolució de novembre de 1918 va ser establerta la República després de l'abdicació del regent i Reuss (Línia couple) es va declarar estat lliure. L'abril de 1919 es va unir amb l'estat lliure de Reuss (Línia menor) per formar l'Estat Popular de Reuss, amb capital a la ciutat de Gera. El maig de 1920 Reuss es va integrar al land de Turíngia juntament amb els altres estats turingis.
El successor al capdavant del principat, Enric LXVII (1854-1867), es va haver d'enfrontar a la crisi de la guerra austro-prussiana de 1866. En contraposició al seu veí Reuss (Línia major), Reuss (Línia menor) va tenir una posició neutral de partida, que no obstant això va derivar finalment en una posició filo-prussiana. El 28 de juny es va integrar voluntàriament en la Confederació d'Alemanya del Nord afavorida per Prússia i el 2 de juliol va abandonar la Confederació Germànica. El 1867 va cedir part de la seva sobirania com la política exterior, militar i econòmica a favor de la Confederació d'Alemanya del Nord i de l'hegemònica Prússia.
Amb el príncep Enric XIV (1867-1913) Reuss (Línia menor) s'integra el 1871 a l'Imperi Alemany, encara que mantenint, com els altres estats, la seva sobirania. Reuss (Línia menor) posseïa un vot en el Consell Federal (Bundesrat), on era representat pel gran ducat de Saxònia-Weimar-Eisenach.
A causa de l'auge de la indústria tèxtil en la segona meitat del segle xix, Reuss (Línia menor) va veure un increment de població proper al 150%, especialment en el seu capital, Gera.
Després del col·lapse de l'Imperi i la proclamació de la república (11 de novembre de 1918), el príncep Enric XXVII que també era regent del veí principat de Reuss (Línia major), va abdicar. Reuss (Línia menor) es va convertir en un estat lliure, que el 1919 es va fusionar amb Reuss (Línia Major) formant l'Estat popular de Reuss, amb capital a Gera. El 1920 l'estat de Reuss es va unir al recentment creat Land de Turíngia.
L'últim príncep sobirà, Enric XXVII., Príncep Sobirà de Reuss, Comte i Senyor de Plauen, Senyor de Greiz, Lobenstein, Schleiz, Gera i Kranichfeld, regent del principat de la línia major, va contraure matrimoni amb la princesa Elise de Hohenlohe-Langenburg, filla del príncep Hermann de Hohenlohe-Langenburg i de la princesa Leopoldine de Bade, neta de SAR els Grans Ducs sobirans de Bade. Amb ell va acabar la sobirania de la Casa de Reuss que es remuntava a finals del segle xii.
D'aquest matrimoni van néixer cinc fills: 
La princesa Victòria Feodora Reuss (Potsdam 21.4.1889, + Rostock 18.12.1918), casada a Gera el 24.4.1917 amb el duc Adolf Frederic de Mecklenburg-Schwerin (Schwerin, 10.10.1873), electe I Duc sobirà de l'estat de la Unió Bàltica, Coronel de l'exèrcit prussià, Governador de Togo, Cavaller de l'Orde de Sant Joan, condecorat amb la Creu de Ferro, fill de SAR Friedrich Franz II, general de la infanteria prussiana, Cavaller de l'Orde de l'Àliga Negra i de l'Orde de Sant Joan, condecorat amb la Creu de Ferro, i Marie Karoline Auguste, Princesa de Schwarzburg-Rudolstadt, Grans Ducs de Mecklenburg, Prínceps Sobirans de Wenden, Schwerin i Ratzeburg, Comtes de Schwerin, Senyors de Rostock i Stargard. El duc Adolf Frederic era germà d'Enric, duc de Mecklenburg, Príncep dels Països Baixos, Cavaller de l'Orde del Toisó d'Or, Bailío Gran Creu d'Honor i Devoció de la SOM de Malta, casat amb la reina Guillermina dels Països Baixos, i de la Gran Duquessa Maria Paulovna de Rússia. Aquest matrimoni només va tenir una filla, la duquessa Woizlawa Feodora de Mecklenburg-Schwerin (Rostock, 17.12.1918), que es va casar amb el seu cosí el príncep Enric I. Reuss, tinent de l'exèrcit alemany, Cavaller de l'Orde de Sant Joan, que va heretar totes les propietats de l'extinta línia regnant, amb descendència:
La princesa Luise Reuss (Ebersdorf 17.7.1890, + Ebersdorf 12.8.1951), que va morir sense contraure matrimoni.
El príncep Enric XL. Reuss (Gera 17.9.1891, + Gera 4.11.1891).
El príncep Enric XLIII. Reuss (Ebersdorf 25.7.1893, + Gera 13.5.1912).
El príncep hereu Enric XLV. Reuss, cap de la Casa (Ebersdorf 13.5.1895, desaparegut el 1945).

## Actualitat
L'actual cap de la casa és Sa Altesa Sereníssima el príncep Enric XIV, Príncep de Reuss, Comte i Senyor de Plauen, Senyor de Greiz, Lobenstein, Schleiz, Gera i Kranichfeld (n. 14/07/1955), que resideix al castell familiar de la línia Reuss-Köstritz a Ernstbrunn (Àustria) i està casat amb la baronesa Johanna Raitz von Frentz, amb descendència.
La família, com totes les que van perdre la seva sobirania després del congrés de Viena, segueix tenint el rang de família sobirana i tots els seus membres no morganàtics reben el títol de Príncep o Princesa Reuss i el tractament d'Altesa Sereníssima.